# Богомил Радославов
Богомил Минков Радославов е български учен по минно инженерство. Брат на българския политик Васил Радославов.

## Биография
Богомил Радославов е роден на 4 юли 1881 година в Търново. Завършва минната академия във Фрайберг през 1904 година и специализира в Берлин между 1913 и 1914 година. В периода от 1923 до 1925 година е директор на мини „Перник“. През 1929 година става член-кореспондент на БАН. Умира на 8 ноември 1953 година в София.

## Трудове
Трудове на Богомил Радославов са:
- Минното дело в България
- Рудничарството в Етрополския балкан
- Мини, кариери и минерални води в Софийския окръг
- Мина „Цар Асен“